# 十一酸
十一酸（Undecylic acid），系統學名称为十一烷酸（英文：Undecanoic acid），是具有11個碳原子鏈的飽和脂肪酸。其分子式為CH3(CH2)9COOH。和癸酸一樣，它在常溫下為無色具獨特難聞氣味的結晶。十一酸經常被用作抗真菌劑，用於治療癬和香港腳等。